# Велихов, Евгений Павлович
Евге́ний Па́влович Ве́лихов (2 февраля 1935, Москва — 5 декабря 2024, там же) — советский и российский учёный в области физики плазмы и управляемого термоядерного синтеза, общественный деятель. Доктор физико-математических наук (1964), профессор. Вице-президент АН СССР (1978—1991) и РАН (1991—1996).
Академик АН СССР (1974; член-корреспондент — 1968). Герой Труда Российской Федерации (2020) и Герой Социалистического Труда (1985) (один из трёх людей, удостоенных обоих званий). Лауреат Ленинской премии (1984), Государственной премии СССР (1977) и Государственной премии Российской Федерации (2002). Полный кавалер ордена «За заслуги перед Отечеством».
Депутат Верховного Совета СССР 11 созыва (1984—1989). Директор (1989—1992), президент (1992—2015), с декабря 2015 года почётный президент Национального исследовательского центра «Курчатовский институт». Секретарь Общественной палаты РФ (2005—2014), председатель Совета ИТЭР (2010—2012).

## Биография
Сын инженера Павла Павловича Велихова (1905—1952) и его жены Наталии Всеволодовны Евреиновой (1906—1940). Внук инженера путей сообщения и политика Павла Аполлоновича Велихова (1875—1930).
Окончил в Москве 49-ю среднюю школу ФОНО (Фрунзенский отдел народного образования). Выпускник физического факультета Московского государственного университета.
С 1961 года работал в Институте атомной энергии им. И. В. Курчатова. В 1971—1978 годах являлся директором филиала института — Магнитной лаборатории АН СССР (в будущем Троицкий институт инновационных и термоядерных исследований, с 1991 года — ГНЦ РФ Троицкий институт инновационных и термоядерных исследований). Был директором Института атомной энергии, председателем Комиссии АН по работе с молодёжью, председателем Международного фонда «За выживание и развитие человечества», президентом отделения «Международного центра научной культуры — Всемирной лаборатории» в России. Работал в международной учебно-просветительской общественной организации «Академия мировых цивилизаций»[значимость факта?].
В 1972 году основал в МФТИ на факультете аэрофизики и космических исследований кафедру плазменной энергетики с базой в филиале Курчатовского института (ФИАЭ). В 1975—1976 годах организовал в МФТИ новый факультет — проблем физики и энергетики (ФПФЭ), на который переводит кафедру плазменной энергетики. В 1976—1986 годах — декан, с 1986 года — научный руководитель ФПФЭ.
С 1975 года возглавлял советскую программу разработки Управляемых термоядерных реакторов.
В 1986 году — участник ликвидации последствий Чернобыльской аварии
Вице-президент Академии наук СССР в 1978—1991 годах и Российской академии наук в 1991—1996 годах. В 1986 году кандидатура Е. П. Велихова была выдвинута на выборах Президента АН СССР, однако по итогам выборов победу одержал Г. И. Марчук. По словам академика А. Р. Хохлова, в 1990-е годы за пост президента РАН «боролись всего два кандидата — Е. П. Велихов и Ю. С. Осипов». С 1992 года — президент, почётный президент Федерального государственного бюджетного учреждения Российский научный центр (с 2010 года — Национальный исследовательский центр) «Курчатовский институт».
С 1992 года — сопредседатель совета директоров АО «Релком». С 1992 года — президент концерна «Российская компания по освоению шельфа» (ЗАО «Росшельф»). В 1993 году создал российско-американское СП БДМ по торговле патентами и лицензиями из России.
В 2009 году избран Председателем совета ИТЭР. С 2010 года — член Консультативного научного Совета Фонда «Сколково».
Академик-секретарь Отделения нанотехнологий и информационных технологий Российской академии наук, член Российского Пагуошского комитета при Президиуме РАН. Действительный член РАЕН (секция физики), Российской академии образования и культуры, Академии проблем безопасности, обороны и правопорядка. Иностранный член Болгарской АН (1989).

## Смерть и похороны

### Сообщения о месте смерти
Скончался 5 декабря 2024 года в возрасте 89 лет в Москве.
По первоначальной информации ряда СМИ, Велихов умер в турецком городе Мерсин, куда прибыл на строительство атомной электростанции «Аккую». По сообщениям других СМИ, учёный ушёл из жизни в Москве. Президент Курчатовского института Михаил Ковальчук отрицал смерть в Турции и заявил, что учёный скончался в Москве.
Михаил Ковальчук заявил, что в русскую Википедию были внесены ложные данные, и попросил сотрудников пресс-службы внести коррективы в статью и записать местом смерти Москву. Затем РКН потребовал от "Википедии" удалить информацию о Велихове, назвав информацию о смерти в Мерсине неверной. Позже российские СМИ сообщили, что в Википедии удалили графу «место смерти» Велихова.
Источник издания Газета.ру в окружении Велихова сообщил, что Велихов перед смертью не покидал Москву, а в 2024 году его даже не возили на дачу.

### Похороны
Прощание с Евгением Велиховым прошло 9 декабря 2024 года в Доме учёных имени А. П. Александрова НИЦ «Курчатовский институт». В числе тех, кто приехал проститься, были президент НИЦ «Курчатовский институт» Михаил Ковальчук, директор НИЦ Марат Камболов, академики РАН Владислав Панченко и Сергей Алдошин. Было совершено отпевание по православному обряду, военный оркестр исполнил марши и государственный гимн, был дан оружейный салют.
Похоронен в Москве на Новодевичьем кладбище рядом с могилами экс-президента РАН Владимира Фортова, полярника Артура Чилингарова и актрисы Веры Васильевой.

## Труды
Более 100 научных трудов: монографий, книг и статей.

## Семья
Супруга — Наталья Алексеевна, геолог.
- Сын — Василий, занимался астрофизикой, затем информатикой. Внук — Евгений[32].
- Дочь — Наталья, юрист[33].
- Сын — Павел[34], специалист в области информатики[35].

## Общественно-политическая деятельность
- В 1970—1978 годах — член ЦК ВЛКСМ, с 1977 — председатель совета молодых учёных и специалистов ЦК ВЛКСМ.
- С 1980 года председатель программного комитета «Физика, химия и механика поверхности» при Президиуме АН СССР.
- В 1983—1988 годах возглавлял Комитет советских учёных в защиту мира, против ядерной войны.
- В 1971 году вступил в КПСС, оставался членом партии до её ликвидации в 1991 году.
- В 1986—1989 годах — кандидат в члены ЦК КПСС, в 1989—1990 годах — член ЦК КПСС.
- В 1980—1985 годах — депутат Верховного Совета РСФСР, в 1984—1989 годах — депутат Верховного Совета СССР.
- В 1989 году избран народным депутатом СССР от КПСС.
- 1984—1991 — председатель Комиссии по энергетике Совета Национальностей Верховного Совета СССР.
- В 1991 году избран депутатом Верховного совета СССР от РСФСР.
- С 2005 — член Общественной палаты Российской Федерации и её первый секретарь (2005—2014), почётный секретарь всех последующих созывов палаты.
- Руководитель межкомиссионной рабочей группы Общественной палаты РФ по вопросам освоения Арктического шельфа.
- 6 февраля 2012 года был официально зарегистрирован как доверенное лицо кандидата в Президенты РФ и действующего председателя Правительства Владимира Путина[36].

## Награды и премии
- Герой Труда Российской Федерации (30 января 2020 года) — за особые трудовые заслуги перед государством и народом[37].
- Герой Социалистического Труда (Указ Президиума Верховного Совета СССР от 1 февраля 1985, орден Ленина и медаль «Серп и Молот»)
- Орден «За заслуги перед Отечеством» I степени (2 февраля 2015 года) — за большой вклад в развитие отечественной науки и многолетнюю общественную деятельность[38]
- Орден «За заслуги перед Отечеством» II степени (2 февраля 2005 года) — за большой вклад в развитие атомной энергетики и многолетнюю плодотворную научную деятельность[39]
- Орден «За заслуги перед Отечеством» III степени (17 августа 2000 года) — за заслуги перед государством, многолетний добросовестный труд и большой вклад в укрепление дружбы и сотрудничества между народами[40]
- Орден «За заслуги перед Отечеством» IV степени (25 января 2010 года) — за выдающийся вклад в развитие отечественной науки и многолетнюю плодотворную деятельность[41]
- Орден Александра Невского (5 февраля 2024 года) — за большой вклад в развитие отечественной науки, многолетнюю плодотворную деятельность и в связи с 300-летием со дня основания Российской академии наук[42]
- Орден Мужества (12 марта 1997 года) — за мужество и самоотверженность, проявленные при ликвидации последствий аварии на Чернобыльской АЭС[43]
- Орден Дружбы (2 мая 2012 года) — за достигнутые трудовые успехи и многолетнюю добросовестную работу[44]
- 3 ордена Ленина (1971, 1981, 1985)
- Орден Трудового Красного Знамени (1975)
- Медаль «В ознаменование 100-летия со дня рождения Владимира Ильича Ленина» (1970)
- Медаль «В память 850-летия Москвы» (1997)
- Медаль «За веру и добро» (1 февраля 2006 года) — за многолетнюю плодотворную работу, высокий профессионализм, значительный вклад в социально-экономическое развитие области[45]
- Золотая медаль ВДНХ (1984)
- Орден «За заслуги» III степени (Украина, 26 апреля 2011 года) — за значительный личный вклад в преодоление последствий Чернобыльской катастрофы, реализацию международных гуманитарных программ, многолетнюю плодотворную общественную деятельность[46]
- Орден Восходящего солнца III степени (Япония, 2016)[47]
- Благодарность Президента Российской Федерации (23 апреля 2008 года) — за информационное обеспечение и активную общественную деятельность по развитию гражданского общества в Российской Федерации[48].
- лауреат Государственной премии СССР (1977)
- лауреат Ленинской премии (1984)
- лауреат Государственной премии Российской Федерации в области науки и техники (2002)
- лауреат премии им. М. Д. Миллионщикова АН СССР (1986)
- лауреат Премии имени Карпинского (1986)
- Премия Лео Силарда (Американское Физическое Общество, 1995)
- лауреат премии «Глобальная энергия» (2006)
- премия «Человек года» в номинации «Общественная деятельность» (Федерация еврейских общин России, 2011)[49]
- лауреат награды «За международное сотрудничество в сфере науки и технологий» (Китай, 2016)[50]
- Почётный гражданин Троицка (2001)

## Память
- Малая планета 3601 (Велихов)[7]